# Estadi Internacional Rei Fahd

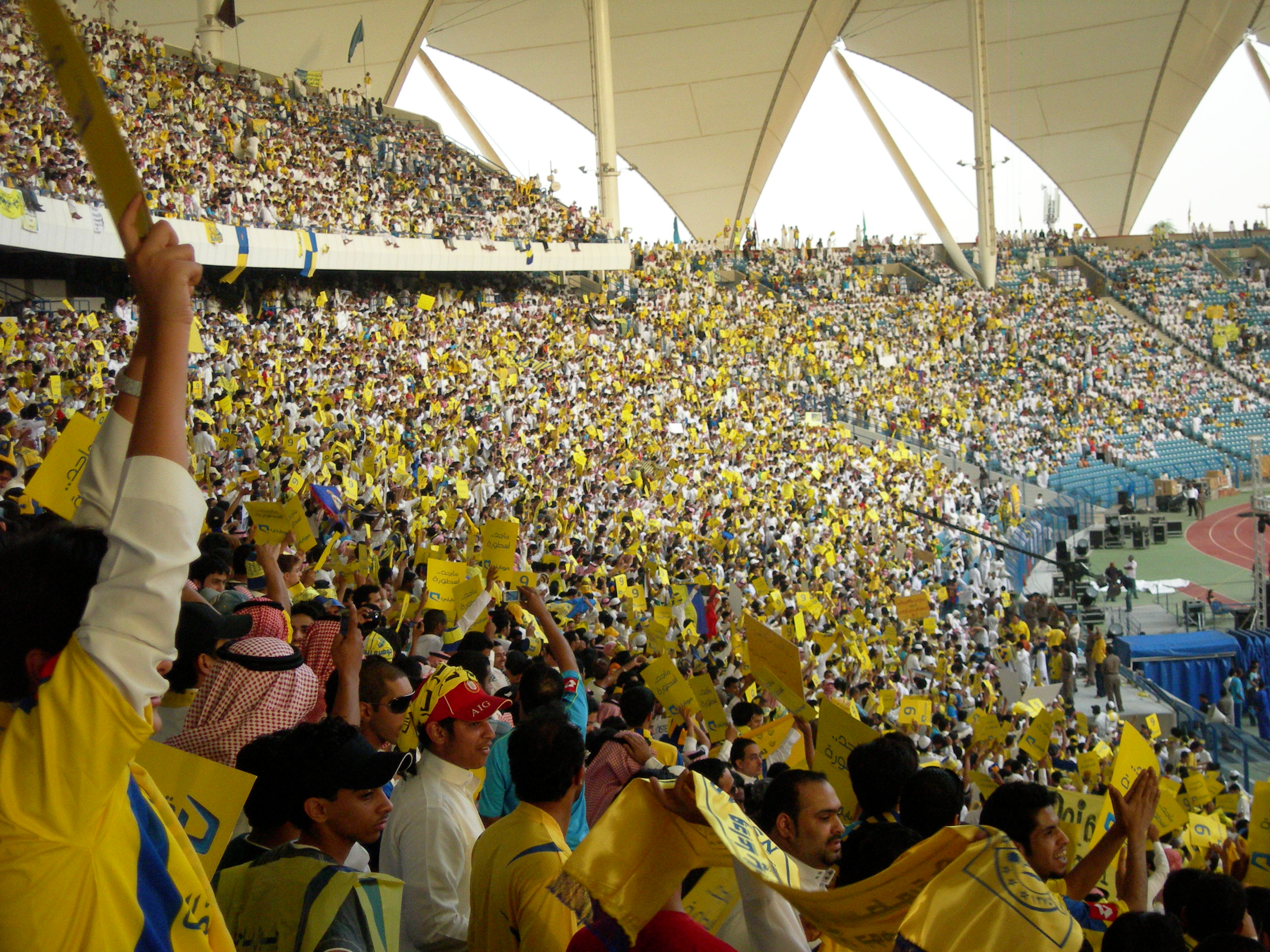
Estadi Internacional Rei Fahd

L'Estadi Internacional Rei Fahd (àrab: استاد الملك فهد الدولي, Istād al-Malik Fahd ad-Duwalī), també sobrenomenat «Perla dels estadis» (درة الملاعب, Durrat al-malāʿib) o simplement «la Perla» (الدرة, ad-Durra), és un estadi polivalent a Riad, Aràbia Saudita. Actualment s'utilitza principalment per a partits de futbol com a seu de la selecció de l'Aràbia Saudita, i també té instal·lacions esportives.

## Visió general
L'estadi es va construir el 1987 amb una capacitat per a més de 67.000 seients. Mesura 116 iardes per 74 iardes. També té una de les cobertes d'estadi més grans del món. Va ser la seu dels partits del Campionat Mundial Juvenil de la FIFA el 1989, inclòs el partit final.
El setembre de 2017, com a part de Saudi Vision 2030, s'hi va celebrar el 87è aniversari de la fundació de l'Aràbia Saudita amb concerts i actuacions, amb l'accés de dones per primera vegada a l'estadi.
L'estadi s'ha inclòs als videojocs de la FIFA des de FIFA 13, quan la Lliga Professional Saudita va començar a aparèixer al joc. Una versió modificada de l'estadi amb dos nivells al voltant es va presentar a la sèrie Pro Evolution Soccer durant l'era de PlayStation 2 amb el nom de «Nakhon Ratchasima».
El cost de la construcció va ser d'uns 1.912 milions de rials saudites o 510 milions de dòlars. El sostre de l'estadi té més de 67.000 seients i cobreix una superfície de 47.000 peus quadrats. Les 24 columnes estan disposades en un cercle amb un diàmetre de 247 metres. L'enorme paraigua manté el sol fora dels seients i les lloses del vestíbul, proporcionant ombra i comoditat en el clima càlid del desert. El primer gol en un partit oficial el va fer Majed Abdullah.
Com a toc personal a l'estadi s'hi va construir un balcó reial.
L'arquitecte va ser Michael KC Cheah.

## Esdeveniments
El primer esdeveniment musical important de l'estadi va ser la celebració d'un concert de BTS, que va ser el seu primer concert a l'Orient Mitjà, com a part de la seva gira mundial Love Yourself: Speak Yourself l'11 d'octubre de 2019. Això va convertir la banda en el primer acte internacional a actuar a l'estadi. Van tocar davant d'un públic de 31.899 persones.
L'estadi va acollir l'esdeveniment de la WWE Crown Jewel el 31 d'octubre de 2019.
L'estadi també va acollir els tres partits de la Supercopa d'Espanya 2021-22 que va guanyar el Reial Madrid. La semifinal entre el FC Barcelona i el Reial Madrid va ser el primer clàssic oficial que se celebrà en un estadi fora d'Espanya.
El 28 d'octubre de 2022, David Guetta va actuar durant la cerimònia d'obertura dels Jocs Saudites 2022.